# Inka Grings
Inka Grings, nemška nogometašica, * 31. oktober 1978, Düsseldorf.
Sodelovala je na nogometnemu delu poletnih olimpijskih iger leta 2000.